# Yves Rocher (companie)
Yves Rocher este o companie producătoare de cosmetice din Franța.
A fost înființată în anul 1959 de omul de afaceri Yves Rocher.
Grupul Yves Rocher are peste 15.000 de angajați în întreaga lume și o cifra de afaceri de 2 miliarde de euro.
Prezent în aproape 110 țări, grupul reunește mărcile Yves Rocher, Daniel Jouvance, Dr. Pierre Ricaud, Isabel Derroisné, Kiotis și Galerie Noémie, precum și marca de îmbrăcăminte Petit Bateau.